# Palazzo Valentini

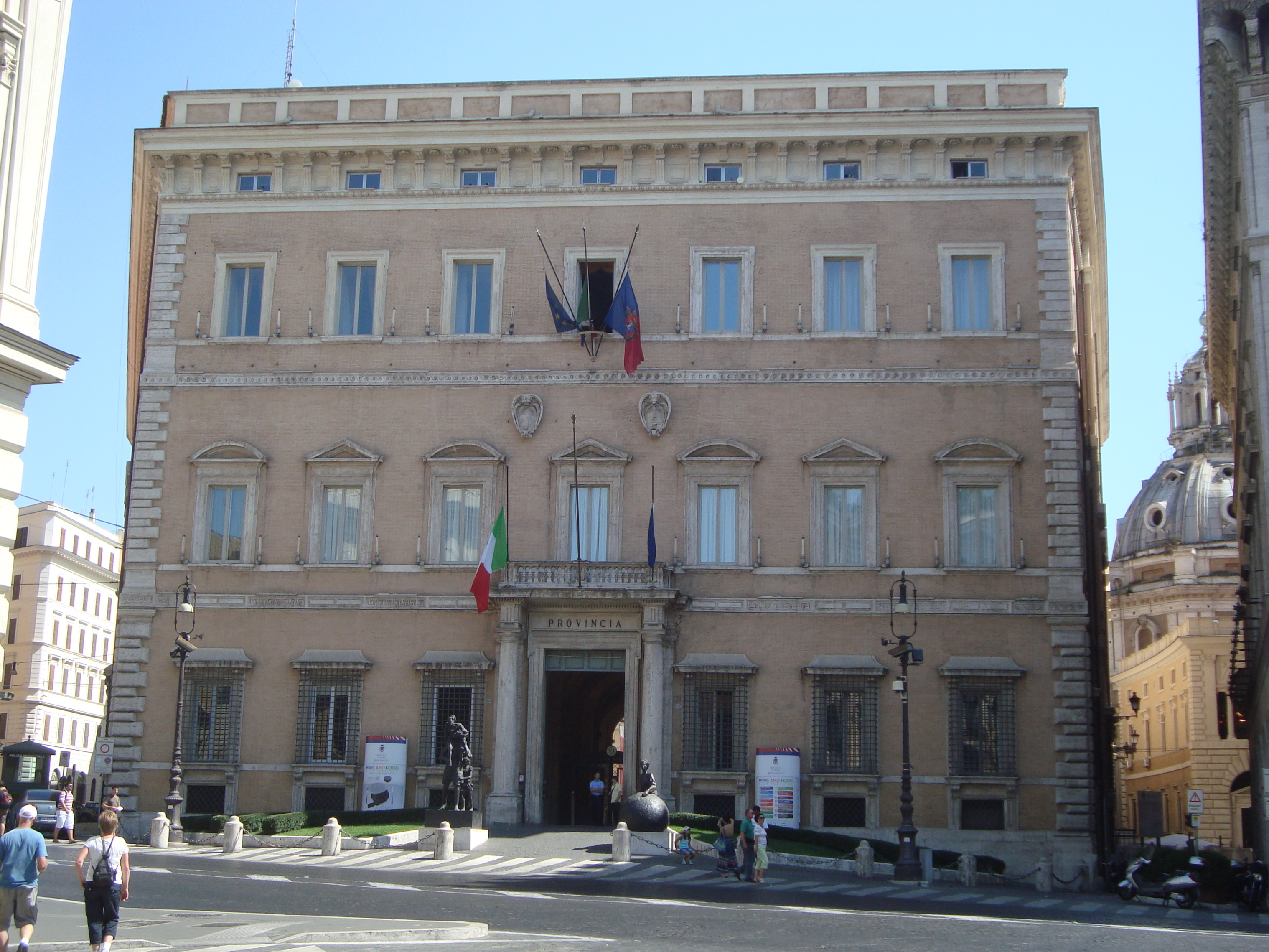
Fachada do palácio

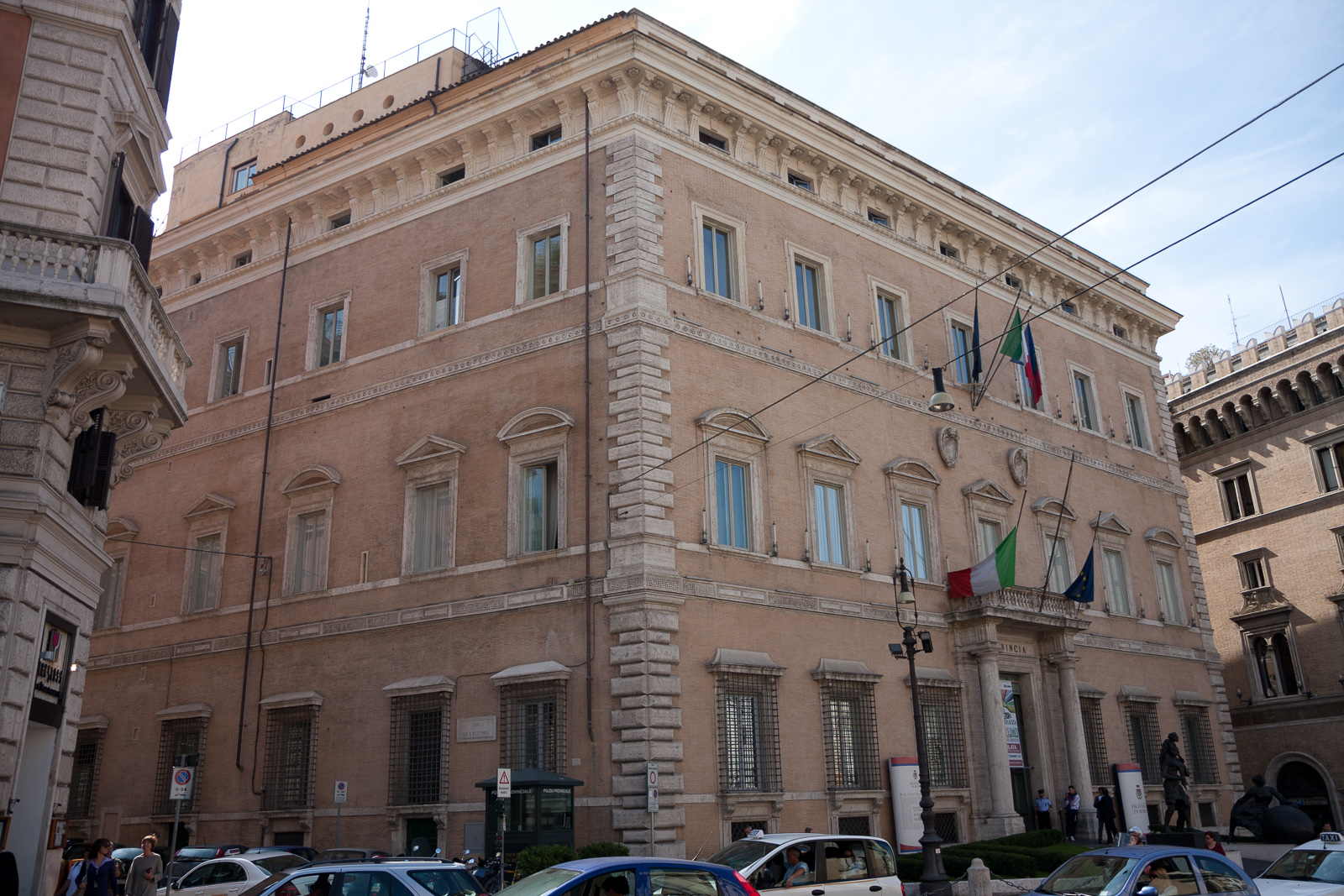
Vista do edifício

Palazzo Valentini, conhecido também como Palazzo Bonelli Spinelli ou Palazzo Valentini Bonelli Spinelli Rezzonico, é um palácio localizado na Via Cesare Battisti, no centro de Roma, não muito longe da Piazza Venezia, no rione Trevi. Desde 1873, abriga a sede administrativa da província e da prefeitura de Roma.

## História

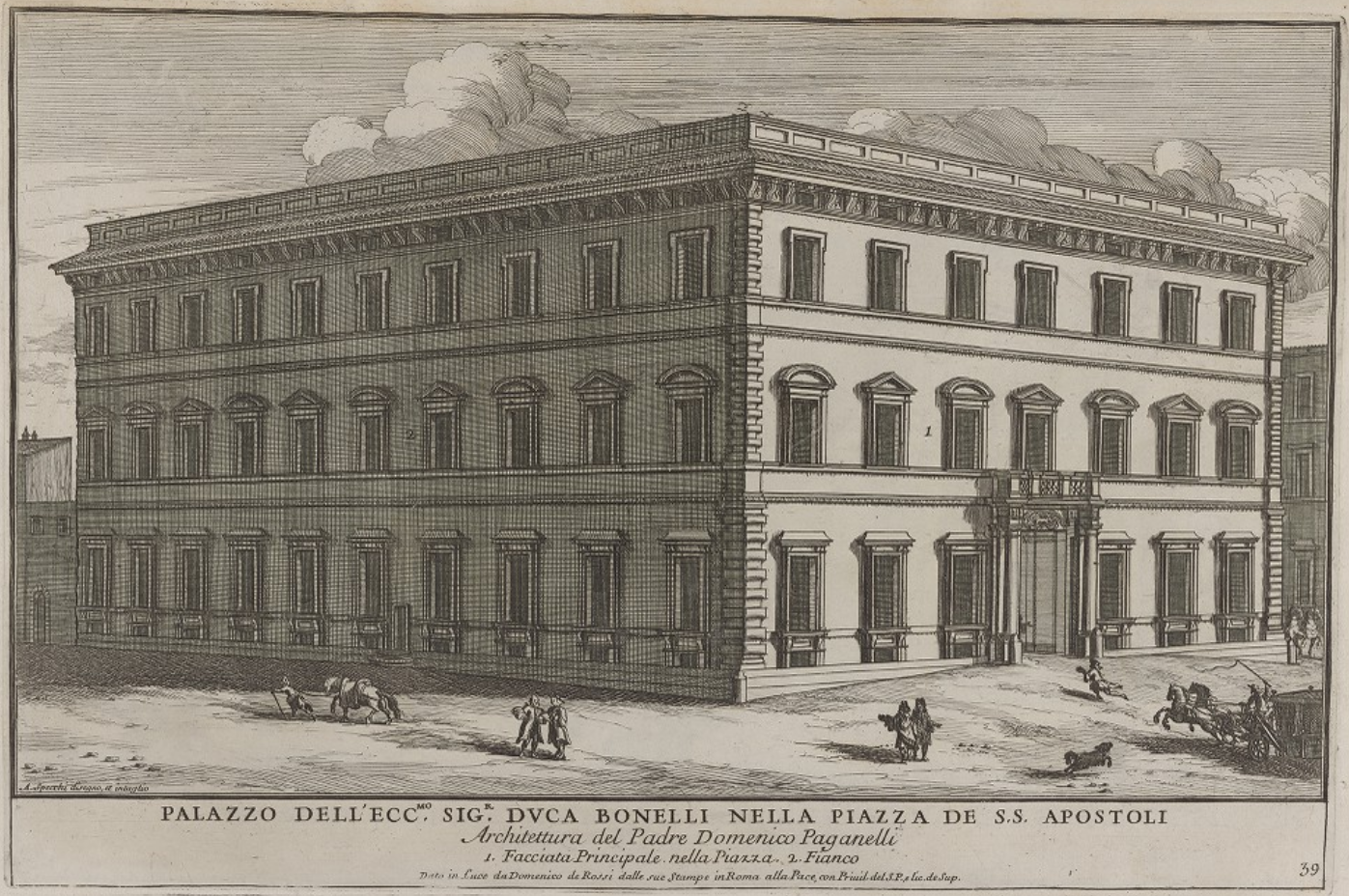
Gravura de Alessandro Specchi (1699) com a mesma vista.

O palácio foi construído para o cardeal Michele Bonelli, sobrinho do papa Pio V, que, em 1585, adquiriu um palácio já existente no local de Giacomo Boncompagni, na extremidade do qual estava na época a Piazza dei Santi Apostoli. Atualmente o palácio está separado dela pela Via Quattro Novembre, aberta para ligar a nova Via Nazionale com a Piazza Venezia. O cardeal também era o proprietário de grande parte da área que se estendia, por trás do palácio, por cima dos fóruns imperiais de Trajano e Augusto, conhecida na época como "Pantano" por causa dos frequentes alagamentos e da insalubridade do local. Ao longo dos anos, o distrito onde ficam as ruínas imperiais acabou se desenvolvendo rapidamente e sofreu com uma rápida urbanização que deu origem ao Quartiere Alessandrino, uma referência ao cardeal (que era chamado de "cardinale alessandrino" por ser nativo de uma vila na província de Alessandria). Este quarteirão inteiro foi demolido nas décadas de 1920 e 1930 para permitir a abertura da Via dei Fori Imperiali e as escavações nos fóruns imperiais.
A planta trapezoidal foi projetada por Domenico Paganelli. Graças aos substanciais fundos amealhados para o projeto pelo cardeal, o palácio foi completado em apenas três anos. No século XVII, o edifício foi alvo de uma série de grandes reformas e ampliações, realizadas por ordem dos cardeais Carlo Bonelli e Michele Ferdinando Bonelli. O edifício foi parcialmente demolido e reconstruído por Francesco Peparelli para seu novo proprietário, o cardeal Renato Imperiali, que organizou a importante biblioteca da família Imperiali, com cerca de 24 000 volumes.
No começo do século XVIII, o palácio foi alugado para diversas personalidades importantes, incluindo o marquês Francesco Maria Ruspoli entre 1705 e 1713, que abrigou no local um teatro privado e recebeu ali diversos músicos famosos da época, como Handel, Alessandro Scarlatti e Arcangelo Corelli. O edifício inteiro foi adquirido em 1752 pelo cardeal Giuseppe Spinelli, que patrocinou um novo esquema decorativo para o piso nobre e fundou uma nova biblioteca no piso térreo, criada para uso público e frequentada por Johann Joachim Winckelmann.
Em 1827, o banqueiro prussiano e cônsul-geral Vincenzo Valentini adquiriu o palácio, para onde se mudou e ao qual emprestou seu nome. O edifício foi ampliado e reconstruído e seu novo proprietário utilizou-o para abrigar sua coleção de pinturas e também ampliou a já substancial biblioteca e a coleção de antiguidades do palácio. O término das obras no fundo do palácio, de frente para a Coluna de Trajano, foi deixada a cargo dos arquitetos Filippo Navone e Giovanni Battista Benedetti. Entre 1861 e 1865, o filho de Vincenzo, Gioacchino Valentini, encomendou duas novas ampliações na ala esquerda, ao longo da Via Sant'Eufemia, projetadas pelo arquiteto Luigi Gabet. A administração da província de Roma adquiriu o palácio em 1873 para abrigar sua sede e encomendou a Gabet o término das obras na ala direita, na Via de' Fornari, no alto do Vicolo di San Bernardo.

## Descrição
A atual estrutura do palácio é caracterizada por seu grande portal, transpassado por três janelas de cada lado, com arquitraves e lintéis e ladeada por duas colunas de travertino. Sobre ele está uma grande varanda com uma balaustrada. A grande cornija, sob a qual estão pequenas janelas divididas por três mísulas, é também circundada por uma balaustrada. O pátio é rodeado por um pórtico com duas ordens e com cinco arcadas nos lados curtos e nove nos longos divididas por pilastras dóricas e decorado com várias estátuas antigas.
Os tesouros artísticos do palácio incluem a estátua de Ulisses de Ugo Attardi e as obras "Eneias e Anquises" e "Europa", de [{Sandro Chia]], criadas para comemorar o 135º aniversário da administração provincial de Roma e que atualmente estão logo na entrada.
Depois de uma grande reforma, as escavações sob o Palazzo Valentini estão atualmente abertas ao público permanentemente. Um pequeno complexo termal do século II foi descoberto sete metros abaixo do nível da rua sob o porão do edifício. Acredita-se que ele tenha sido parte de um esquema residencial vizinho encontrado cem anos antes da construção, em 1907, do Palazzo delle Assicurazioni na Piazza Venezia.
O monumental Templo de Trajano tem sido tradicionalmente localizado no mesmo local onde hoje está o palácio, mas nenhum vestígio dele jamais foi encontrado.